# Wey Macchiato
Wey Macchiato — компактный люксовый кроссовер, выпускавшийся с 2021 по 2023 год подразделением Wey компании Great Wall Motor.

## Описание

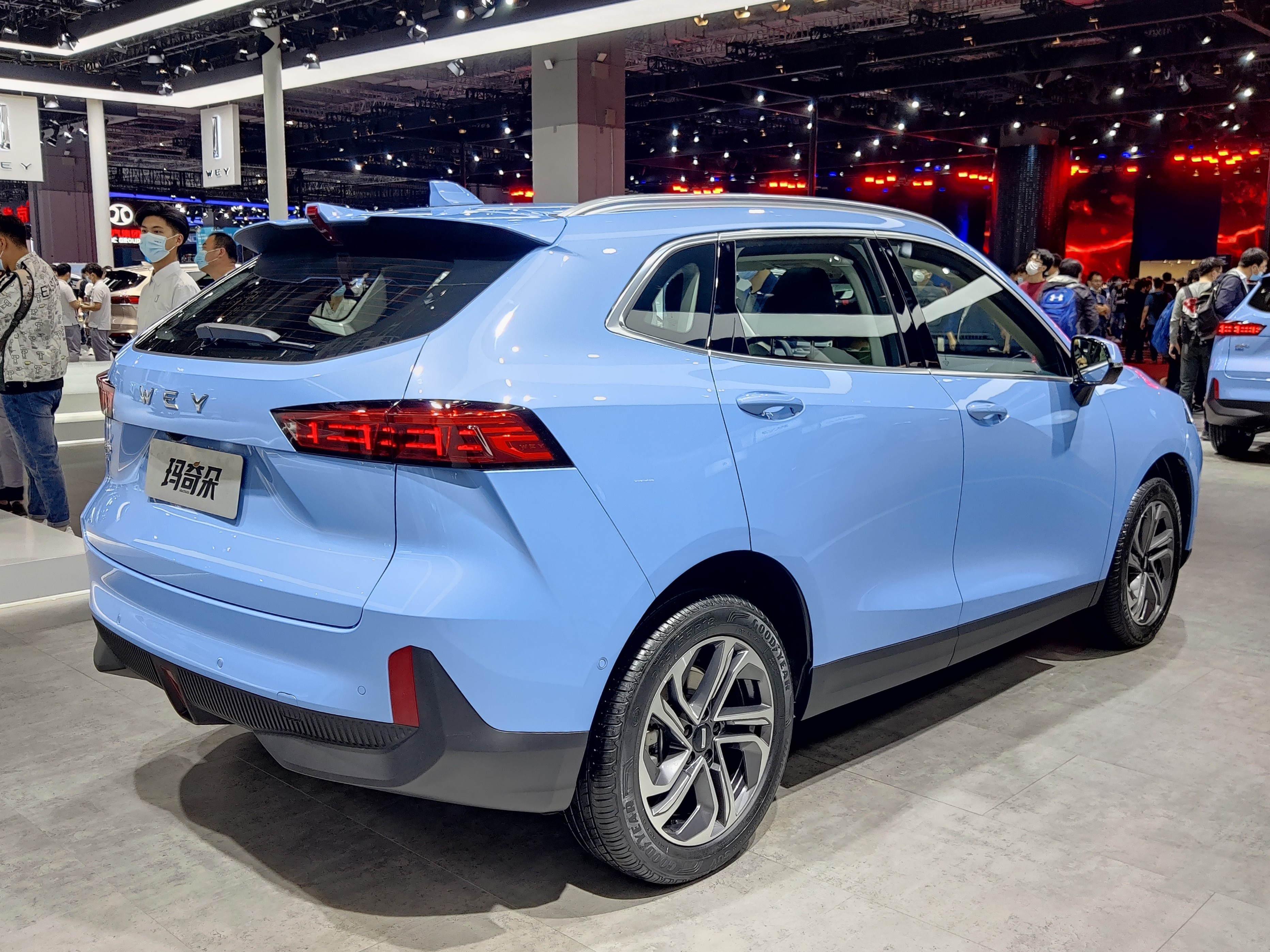
Вид сзади

Macchiato был представлен в 2021 году на Шанхайском автосалоне. Продажи стартовали в апреле 2021 года на рынке Материкового Китая.
Название Macchiato автомобиль получил в честь кофейного напитка Макиато. Параллельно на Шанхайском автосалоне были представлены Mocha и Latte.
Wey Macchiato внешне напоминает Mocha и Latte, с которыми разделяет платформу GWM Lemon и независимую заднюю подвеску. В зависимости от комплектации, имеются 17- или 18-дюймовые колёсные диски.

### Технические характеристики
Wey Macchiato оснащён гибридной силовой установкой DHT, которая работает только в полноприводном режиме и не заряжается от зарядных портов и электросети. Гибридная силовая установка DHT состоит из 1,5-литрового атмосферного бензинового двигателя мощностью 75 кВт (101 л. с.) и электродвигателя DHT100 мощностью 100 кВт (134 л. с.) и крутящим моментом 250 Н⋅м. Суммарная мощность составляет 141 кВт (189 л. с.). Электродвигатель приводит автомобиль в движение самостоятельно, когда он развивает скорость менее 35 км/ч (22 миль/ч), в то время как бензиновый двигатель действует исключительно как расширитель диапазона на этих низких скоростях, вырабатывая мощность для электродвигателя. Во время быстрого ускорения бензиновый двигатель временно переключается на привод колес. Тяговый аккумулятор расположен под задней частью автомобиля и вмещает энергию до 1,7 кВт⋅ч.

## Ora Cherry Cat/Big Cat
Прототип электромобиля на базе Wey Macchiato с кодовым обозначением Ora Big Cat (猫猫) был представлен в 2021 году на Шанхайском автосалоне. Внешний вид идентичен Macchiato за исключением герметичной радиаторной решётки и эмблемы Ora. К июлю 2021 года появились патентные изображения автомобиля с названием Ora Cherry Cat (樱桃猫) и перечисленными характеристиками электродвигателя мощностью 150 кВт (201 л. с.).

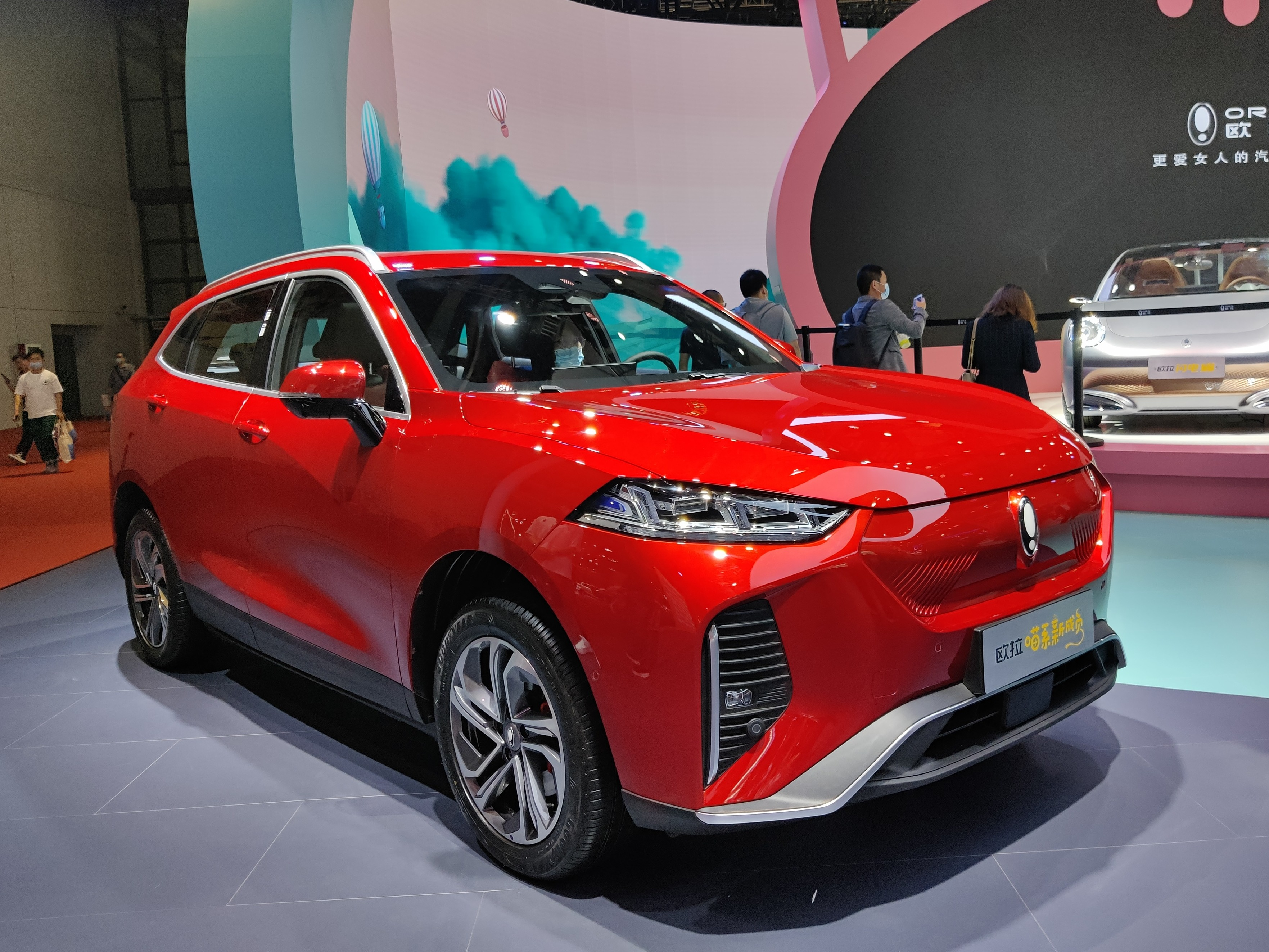
Вид спереди
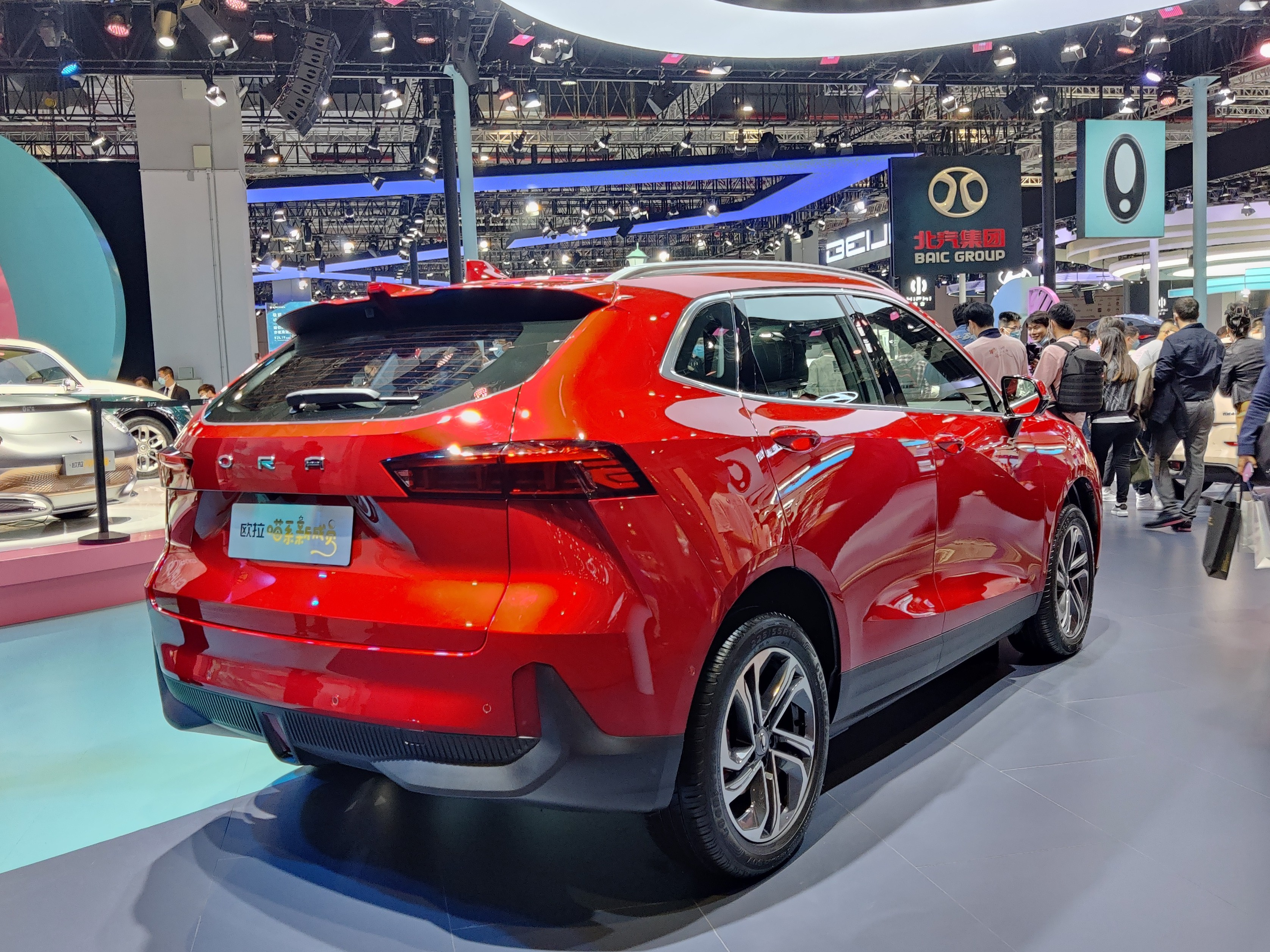
Вид сзади